# Maura Tierney

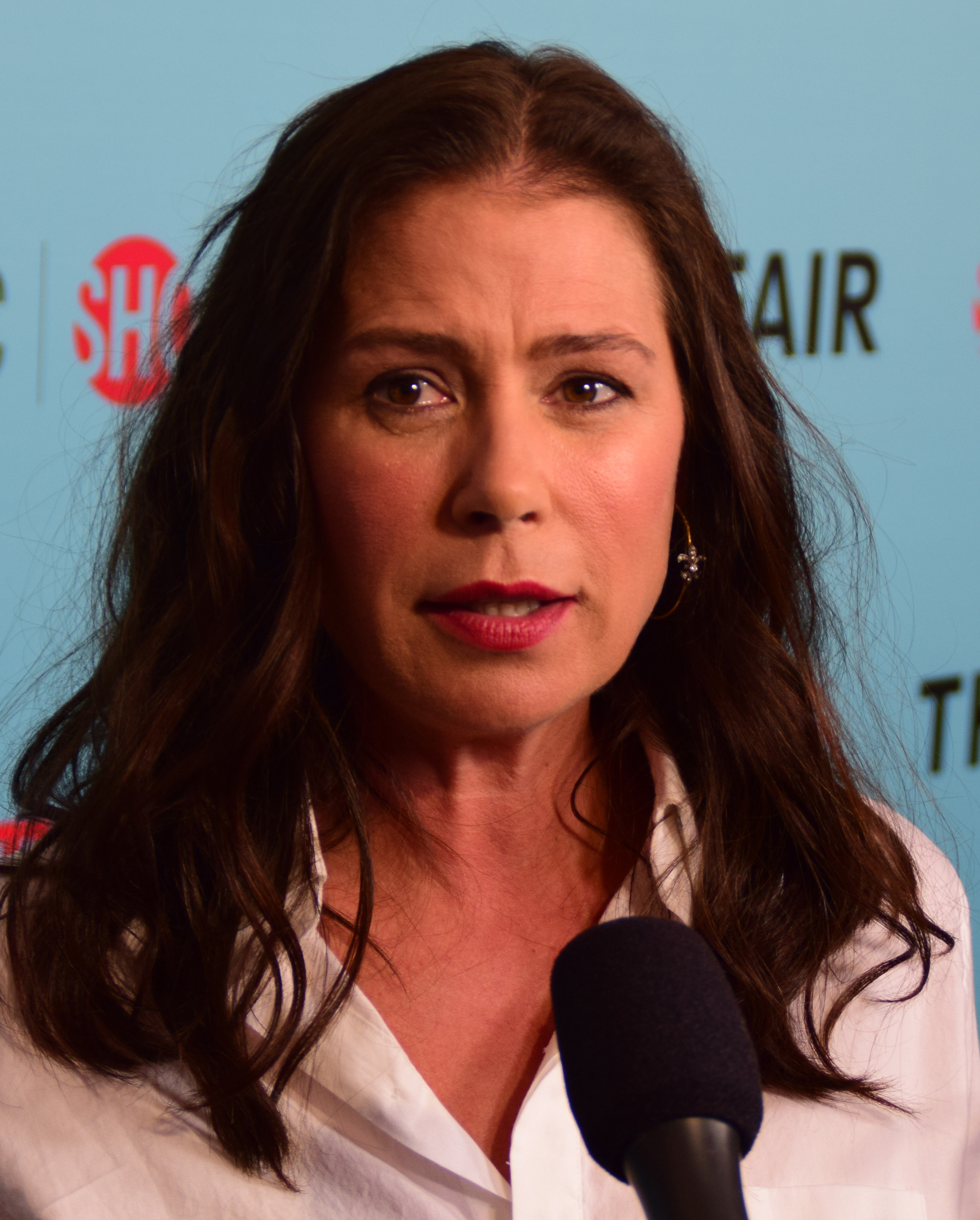
Maura Tierney 2015.

Maura Lynn Tierney, född 3 februari 1965 i Boston, Massachusetts, är en amerikansk skådespelare.
Tierney spelar rollen som Helen Solloway i amerikanska TV-serien The Affair.
Maura Tierney har bland annat spelat rollen som sjukskötaren Abby Lockhart i den amerikanska TV-serien Cityakuten. Hon har även spelat Audrey Reede i Liar Liar och Lisa Miller i NewsRadio. Hon har även gjort en Broadwaypjäs som heter Some Girl(s).
Tierney var gift med Billy Morrissette men begärde skilsmässa 2006.

## Filmografi (i urval)
- 1987 – Utbytesstudenterna
- 1991 – Dead Women in Lingerie
- 1992 – Het sand
- 1993 – Vikarien
- 1995–1999 – NewsRadio (TV-serie) (97 avsnitt)
- 1996 – Primal Fear
- 1997 – Liar Liar
- 1998 – Spelets regler
- 1998 – The Thin Pink Line
- 1999 – Instinct
- 1999 – Ödets makt
- 1999–2009 – Cityakuten (TV-serie) Doktor Abby Lockhart (189 avsnitt)
- 2001 – Scotland, Pa
- 2002 – Insomnia
- 2003 – Melvin Goes to Dinner
- 2004 – En president i stan
- 2006 – Diggers
- 2007 – The Go-Getter
- 2008 – Semi-Pro
- 2008 – Baby Mama
- 2008 – Finding Amanda
- 2012 – Nature Calls
- 2014–2019 – The Affair (TV-serie)
- 2018 – Beautiful Boy
- 2021 – Your Honor (TV-serie)
- 2023 – The Iron Claw
- 2024 – Twisters